# Gustavo Gutiérrez
Gustavo Gutiérrez (ur. 8 czerwca 1928 w Limie, zm. 22 października 2024 tamże) – filozof i teolog peruwiański, dominikanin. Jeden z głównych twórców teologii wyzwolenia. Autor m.in. dzieła Teologia wyzwolenia. Historia, polityka i zbawienie (1971, tłum. polskie w I.W. Pax, 1976). Wykładowca wizytujący różne uczelnie, w tym Papieski Uniwersytet św. Tomasza (Angelicum) w Rzymie.

## Życiorys
Po ukończeniu szkoły średniej w Limie uczęszczał na wydział medycyny Uniwersytetu San Marcos w Limie. Przerwał studia medyczne i zajął się studiowaniem filozofii i teologii. W latach 1951–1955 studiował filozofię i psychologię w Leuven w Belgii, a w latach 1955-1959 teologię w Lyonie. W 1959 otrzymał święcenia kapłańskie w Limie. Od 1960 pracował jako profesor na wydziałach teologii i socjologii Uniwersytetu Katolickiego w Limie. W 1975 założył Centrum refleksji teologicznej „Bartolome de las Casas”. Był członkiem redakcji międzynarodowego czasopisma teologicznego Concilium. W 1985 na podstawie dorobku naukowego otrzymał tytuł doktora teologii Uniwersytetu w Lyonie. W 1992 wstąpił do Zakonu Dominikanów. Mieszkał w Paryżu.

## Myśl teologiczna

### Założenia
Teologia Gutiérreza była skutkiem jego zaangażowania w pracę z ubogimi w Ameryce Łacińskiej, gdzie pojawiła się konieczność wypracowania odpowiedzi na problem relacji między wiarą człowieka a jego egzystencją w konkretnym kontekście kulturowym, ekonomicznym i społecznym. Początkowo Gutiérrez przyłączył się do zwolenników teologii rozwoju, ale szybko ją porzucił, stwierdziwszy, że nie rozwiązuje ona problemów Trzeciego Świata, ale raczej je pogłębia. Droga do wyzwolenia musi prowadzić według niego przez zniszczenie panującego systemu kapitalistycznego, który nie daje się pogodzić z orędziem chrześcijańskim.
W systemie teologicznym peruwiańskiego teologa można dostrzec przynajmniej dwa założenia: socjologiczne i teologiczne. Pierwszym jest życiowa sytuacja ludzi ubogich i marginalizowanych, drugim zaś postrzeganie tej sytuacji oczami Boga, co powinno skutkować zaangażowaniem na rzecz wyzwolenia człowieka w świetle Ewangelii.
Źródłami doktrynalnymi tej teologii są elementy chrześcijańskie i pozachrześcijańskie. Do tych pierwszych należą: teologia polityczna J.-B. Metza i J. Moltmanna oraz teologia śmierci Boga H. Coksa i G. Vahaniana. Podstawowym źródłem pozachrześcijańskim jest neomarksizm. U Gutiérreza znajdujemy liczne odwołania do Marksa, Blocha i Marcusego. Przeprowadza on analizę sytuacji społeczno-politycznej i pokazuje wielką niesprawiedliwość. Sytuację tę nazywa „nieludzką”. W teologii Gutiérreza można więc zauważyć pewnego rodzaju interdyscyplinarność, ponieważ występuje tu wzajemne przenikanie się nauk społecznych i teologii.

### Terminologia
Porzucenie przez Gutiérreza teologii rozwoju na rzecz teologii wyzwolenia wynikało z tego, iż w jego mniemaniu wyzwolenie lepiej niż rozwój wyraża dążenia chrześcijan do zbudowania sprawiedliwego społeczeństwa. Słowo wyzwolenie jest bardziej odpowiednie w kontekście ucisku i kontroli, w jakim żyją społeczeństwa wyzyskiwane. Przez wyzwolenie rozumie on działanie, którego celem jest wyswobodzenie człowieka od grzechu i zależności, która wynika z grzechu. Wyzwolenie integralne głoszone przez Gutiérreza dokonuje się na trzech płaszczyznach: polityczno-ekonomicznej, historyczno-antropologicznej i teologiczno-soteriologicznej. Pisze, że można rozróżnić trzy płaszczyzny znaczeniowe terminu wyzwolenie: „Po pierwsze, wyzwolenie wyraża dążenie uciskanych ludów i klas społecznych, akcentując konfliktowy aspekt ekonomicznego, społecznego i politycznego procesu, przeciwstawiający je narodom bogatym oraz klasom uciskającym. (...) Na poziomie głębszym kategorię wyzwolenia można odnieść do swego rodzaju rozumienia historii. Człowiek jest rozpatrywany jako przyjmujący świadomą odpowiedzialność za swój własny los. To rozumienie dostarcza dynamicznego kontekstu i rozszerza horyzonty oczekiwanych przemian społecznych. W tej perspektywie konieczne jest rozwijanie wszystkich wymiarów człowieka – człowieka, który kształtuje samego siebie przez całe swoje życie i poprzez historię. Stopniowe zdobywanie prawdziwej wolności prowadzi do stworzenia nowego człowieka i jakościowo innego społeczeństwa. Ta wizja dostarcza zatem lepszego rozumienia tego, o co rzeczywiście idzie w naszych czasach”. W przeciwieństwie do terminu rozwój, słowo wyzwolenie „umożliwia inne ujęcie, prowadzące do źródeł biblijnych, które inspirują obecność i działanie człowieka w historii. W Biblii Chrystus jest przedstawiony jako ten, który przynosi nam wyzwolenie. Chrystus Zbawiciel wyzwala człowieka od grzechu, będącego ostateczną przyczyną zerwania przyjaźni oraz niesprawiedliwości i ucisku. Chrystus czyni człowieka naprawdę wolnym, to znaczy umożliwia człowiekowi życie w jedności z Nim; i to jest podstawa wszelkiego ludzkiego braterstwa”.

### Zadania
Głównym zadaniem teologii wyzwolenia jest „odpowiedzieć na pytanie w kwestii stosunku między zbawieniem a emancypacją człowieka na przestrzeni dziejów. (...) Chodzi o postawienie w nowy sposób klasycznego problemu relacji między wiarą a egzystencją ludzką, między wiarą a rzeczywistościami ziemskimi, a w innych kategoriach między Królestwem Bożym a strukturą świata, z czego wynika problem relacji Kościół – Świat”. Według Gutiérreza dotychczasowe rozwiązania proponowane przez teologię są niezadowalające. Ani całkowite podporządkowanie rzeczywistości ziemskich Kościołowi (rozwiązanie średniowieczne), ani rozdzielenie owych płaszczyzn (rozwiązanie nowożytne) nie pokonują istniejących trudności i problemów. Teolog proponuje więc swoje rozwiązanie. Opiera się ono na uwzględnieniu dwóch sfer ze sobą powiązanych: łaski i natury, wiary i historii, Kościoła i świata. Sam Gutiérrez tak to ujmuje: „Nie ma dwóch historii – świeckiej i świętej, współrzędnych sobie i współzależnych, istnieje natomiast jeden postęp ludzki, nieodwołalnie powołany przez Chrystusa, Pana historii. Jego dzieło zbawcze obejmuje każdy wymiar ludzkiej egzystencji (...). Chrystus ukazuje się nam w ten sposób jako Zbawiciel, który wyzwalając nas od grzechu uwalnia nas od samego sedna niesprawiedliwości społecznej. Cały dynamizm historii ludzkiej i walka przeciwko wszystkiemu, co depersonalizuje człowieka – jak nierówność społeczna, nędza, wyzysk – mają swe źródło, doskonalą się i osiągają swą pełnię w zbawczym dziele Chrystusa”.

### Metoda
Koncepcja teologii, oparta na nowym pojmowaniu relacji Kościół-świat, wymaga nowej metodologii. Nie da się już stosować metody ahistorycznej i abstrakcyjnej, czyli odgórnej. Trzeba zastosować metodę indukcyjną, oddolną, która wychodzi od konkretnej sytuacji życiowej, w jakiej znajduje się wspólnota chrześcijańska. Tą konkretną sytuacją jest działalność wyzwoleńcza ludności Ameryki Łacińskiej. U podstaw teologii powinna być nie tyle wiedza o sytuacji, co raczej uczestnictwo w działalności wyzwoleńczej. Teologia jest więc włączeniem się w rewolucyjny proces polityczny w celu przeżywania i głoszenia wyzwolenia Chrystusowego.

## Najważniejsze dzieła
- Apuntes para una teologia de la liberacion (1969)
- Teologia de la liberacion (1971)
- Pobres y liberacion en puebla (1979)
- El Dios de la vida (1982)
- Beber en su proprio pozo. En el itinerario de un pueblo (1983)
- Hablar de Dios desde el sufrimiento del Inocente. Una reflexión sobre el libro de Job (1986)